# Лаку Сарат (Браила)
Лаку Сарат (рум. Lacu Sărat) насеље је у Румунији у округу Браила у општини Кискани. Oпштина се налази на надморској висини од 6 m.

## Становништво
Према подацима из 2002. године у насељу је живело 1179 становника, од којих су сви румунске националности.